# Selenipedium
Selenipedium – rodzaj roślin z rodziny storczykowatych (Orchidaceae). Liczy około 10 gatunków występujących w strefie tropikalnej Ameryki Południowej (jeden gatunek sięga na północy do Panamy). Owoce dwóch gatunków – Selenipedium chica i S. isabelianum zbierane były jako namiastka wanilii. Rośliny z tego rodzaju bardzo rzadko spotykane są w uprawie.

## Morfologia

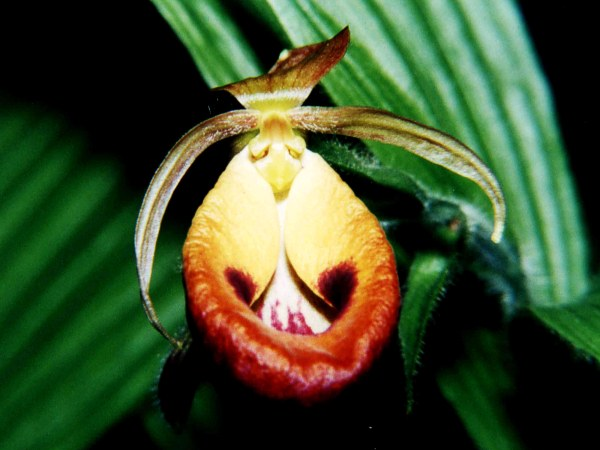
Kwiat S. palmifolium

PokrójStorczyki o długiej, ulistnionej, czasem rozgałęzionej łodydze.
LiścieLiczne, fałdowane, wyrastają w dwóch naprzeciwległych rzędach.
KwiatyWyrastają w wielokwiatowym kwiatostanie szczytowym, jednak w czasie kwitnienia rozwijają się kolejno, tak że poszczególne kwiaty rozwijają się pojedynczo. Wsparte są okazałymi przysadkami. Górny listek zewnętrznego okółka jest wolny i wznosi się nad warżką. Dwa pozostałe listki okółka zewnętrznego są zrośnięte i znajdują się za warżką, która jest workowato rozdęta z brzegami zagiętymi do wnętrza. Boczne dwa listki okółka wewnętrznego są wąskie, odchylone na bok lub opadają. Prętosłup jest krótki, zwieńczony jest tarczowatym prątniczkiem, za którym znajdują się po bokach dwa płodne pręciki (kwiat diandryczny). Kopulaste znamię znajduje się na szczycie kolumny. Zalążnia jest trójkomorowa.

## Systematyka
Pozycja systematyczna według Angiosperm Phylogeny Website (aktualizowany system APG III z 2009)
Jeden z pięciu rodzajów podrodziny obuwikowych (Cypripedioideae) stanowiącej grupę siostrzaną dla kladu obejmującego storczykowe (Orchidoideae) i epidendronowe (Epidendroideae) w obrębie storczykowatych (Orchidaceae), będących kladem bazalnym w rzędzie szparagowców (Asparagales) w obrębie jednoliściennych. Dawniej do tego rodzaju zaliczano szereg gatunków wyodrębnionych później do rodzaju fragmipedium (Phragmipedium).
Wykaz gatunków
- Selenipedium aequinoctiale Garay
- Selenipedium aucourdianum Sambin & Chiron
- Selenipedium buenaventurae (Szlach. & Kolan.) P.J.Cribb
- Selenipedium chica Rchb.f.
- Selenipedium dodsonii P.J.Cribb
- Selenipedium isabelianum Barb.Rodr.
- Selenipedium olgae Szlach. & Kolan.
- Selenipedium palmifolium (Lindl.) Rchb.f. & Warsz.
- Selenipedium steyermarkii Foldats
- Selenipedium vanillocarpum Barb.Rodr.